# Erin Morgenstern
Erin Morgenstern (8 luglio 1978) è un'artista e scrittrice statunitense.

## Biografia
Erin Morgenstern è cresciuta a Marshfield e ha studiato teatro e arte allo Smith College di Northampton, a cui si è laureata nel 2000. Oltre a scrivere si dedica anche alla pittura, in particolare con colori acrilici.
Il romanzo d'esordio di Morgenstern, Il circo della notte, è stato pubblicato nel settembre 2011, dopo essere stato rifiutato da trenta agenti letterari. È stato paragonato a Harry Potter e alle opere di Neil Gaiman, Ray Bradbury, Susanna Clarke e Steven Millhauser; ha ottenuto un enorme successo e la Summit Entertainment ha stipulato un contratto per i diritti cinematografici. Ne hanno realizzato un audiolibro narrato da Jim Dale, lo stesso dell'edizione americana degli audiolibri di Harry Potter. Harvill Secker, l'editore britannico dell'opera, ha incaricato Failbetter Games di creare un gioco interattivo per browser per accompagnare il libro. Il 5 novembre 2019 è stato pubblicato il suo secondo libro, Il mare senza stelle.
Morgenstern vive attualmente a New York.